# Pochwodzioby (podrodzina)
Pochwodzioby (Chioninae) – monotypowa podrodzina ptaków z rodziny pochwodziobów (Chionidae).

## Zasięg występowania
Podrodzina obejmuje gatunki występujące na Półwyspie Antarktycznym, wyspach Oceanu Południowego, południowego Oceanu Atlantyckiego i południowego Oceanu Indyjskiego, poza sezonem lęgowym także w południowej części Ameryki Południowej.

## Morfologia
Długość ciała 34–41 cm, rozpiętość skrzydeł 74–80 cm; masa ciała 450–810 g; samce są średnio o około 15% większe i cięższe od samic.

## Systematyka

### Etymologia
- Chionis: gr. χιων khiōn, χιονος khionos „śnieg”[9].
- Vaginalis: nowołac. vaginalis „jak pochwa, pochwowy”, od łac. vagina „pochwa, osłona”[10]. Gatunek typowy: Vaginalis alba J.F. Gmelin, 1789.
- Coleoramphus: gr. κολεον koleon „osłona”; ῥαμφος rhamphos „dziób”[11]. Gatunek typowy: Coleoramphus nivalis Dumont, 1818 (= Vaginalis alba J.F. Gmelin, 1789).
- Necrophagus: gr. νεκροφαγος nekrophagos „pożerający trupy”, od νεκρος nekros „trup, zezwłok”; -φαγος -phagos „jedzący”, od φαγειν phagein „jeść”[12]. Gatunek typowy: Vaginalis alba J.F. Gmelin, 1789; młodszy homonim Necrophagus Leach, 1815 (Coleoptera).
- Chionarchus: gr. χιων khiōn, χιονος khionos „śnieg”; αρχος arkhos „lider, szef”, od αρχω arkhō „rządzić”[13]. Gatunek typowy: Chionis minor Hartlaub, 1841.

### Podział systematyczny
Do podrodziny należy jeden rodzaj z następującymi gatunkami:
- Chionis albus (J.F. Gmelin, 1789) – pochwodziób żółtodzioby
- Chionis minor Hartlaub, 1841 – pochwodziób czarnodzioby